# هارولد غاردنر
هارولد غاردنر (بالإنجليزية: Harold Gardner)‏ هو عسكري أمريكي، ولد في 3 ديسمبر 1898، وتوفي في 16 أكتوبر 2006.